# 朝鮮平鮋
朝鮮平鮋，為輻鰭魚綱鮋形目鮋亞目平鮋科的其中一種，為亞熱帶海水魚，分布於西北太平洋韓國海域，棲息深度20公尺，棲息在底層水域，卵胎生，生活習性不明。